# Хекаба
Хекаба (грч. Έκάβη) - према латинском облику названа и Хекуба, (грч. Hecuba) у грчкој митологији је била кћерка Диме и његове жене Еунојине. Пријамова жена и мајка Хектора.

## Митологија
С Аполоном је имала сина Троила.
Пророчанства су говорила да Троја неће бити поражена све док је Троил жив. У Тројанском рату, Троила је, када је имао дванаест година, убио Ахилеј.
Хекаба је, по Хомеру, била Хекторова мајка - У Хомеровој Илијади оплакује његову смрт.
С Пријамом је имала и најмлађег сина Полидора, кога је његов отац Пријам, бојећи се за његов живот, послао са даровима (накитом и златом) на двор краља Полиместора, да потражи заштиту за време Тројанског рата.
Након што је Троја пала, мада је узео дарове од Полидора, Полиместор га је отерао у смрт. Хекаба је, кад је пала Троја, мада су је заробили Ахајци, ипак осветила смрт свога сина Полидора.
По неким ауторима, Хекаба је полудела кад је угледала мртва тела своје деце - Полидора и Поликсене.